# George Hotz
George Hotz, född 2 oktober 1989 i Glen Rock, New Jersey, är en amerikansk hackare, entreprenör och systemingenjör. Han är känd för att ha knäckt Apples Iphone och reverse-engineerat PS3. Hotz startade comma.ai 2015. Sedan november 2022 har Hotz arbetat med djupinlärningsramverket TinyGrad. 